# Caecilia occidentalis
Caecilia occidentalis är en groddjursart som beskrevs av Taylor 1968. Caecilia occidentalis ingår i släktet Caecilia och familjen Caeciliidae. IUCN kategoriserar arten globalt som otillräckligt studerad. Inga underarter finns listade.